# Бекерене, Бируте Ионовна
Беруте Ионовна Бекерене (род. 1947) — литовская советская монтажница, депутат Верховного Совета СССР.

## Биография
Родилась в 1947 году. Литовка. Образование среднее. По состоянию на 1974 года — член ВЛКСМ.
С 1966 года шофёр, а с 1968 года — монтажница Шяуляйского телевизионного завода, Шяуляй, Литовская ССР.
Депутат Совета Национальностей Верховного Совета СССР 9 созыва (1974—1979) от Шяуляйского городского избирательного округа № 255 Литовской ССР. Член Комиссии по транспорту и связи Совета Национальностей.